# Cột Đức Mẹ ở Plzeň
Cột Đức Mẹ ở Plzeň (tiếng Séc: Mariánský sloup (Plzeň)) là một trong những tượng đài tôn giáo nổi tiếng về Đức Mẹ, tọa lạc ở trung tâm thành phố Plzeň, Cộng hòa Séc. Tượng đài này có tên trong danh sách các di tích văn hóa của Cộng hòa Séc.

## Lịch sử
Cột Đức Mẹ ở Plzeň được hội đồng thành phố Plzeň xây dựng theo phong cách Baroque vào năm 1681, nhằm bày tỏ lòng biết ơn chân thành đối với Mẹ Maria vì Ngài đã gìn giữ người dân thành phố vượt qua trận đại dịch hạch bùng phát ở đây vào thế kỷ 17. Bức tượng ở trên đỉnh cột là một bản sao của tác phẩm điêu khắc Gothic - Bức tượng tình yêu của Đức Mẹ Đồng trinh (hay còn được gọi là Tượng Pilsen Madonna).

## Mô tả
Bức tượng trên đỉnh cột được mạ vàng khắc họa hình ảnh Đức Trinh Nữ Maria Vô nhiễm nguyên tội đang bế Chúa Giêsu hài đồng do nhà điêu khắc Christian Widemann thực hiện. Mẹ Maria đội một vương miện có một vòng hào quang được kết từ 12 ngôi sao. Xung quanh phần bệ cột là những bức tượng của 8 vị thánh:
- Các bức tượng có từ năm 1681 (tác giả: Christian Widemann): Thánh Batôlômêô, Thánh Roch thành Montpellier, Thánh Sebastian, Thánh Rosalia và Thánh Wenceslas.
- Các bức tượng có từ năm 1714 (tác giả: Lazar Widemann): Thánh Francis Xavier, Thánh Peter của Alcántara và Thánh Barbara.

## Hình ảnh

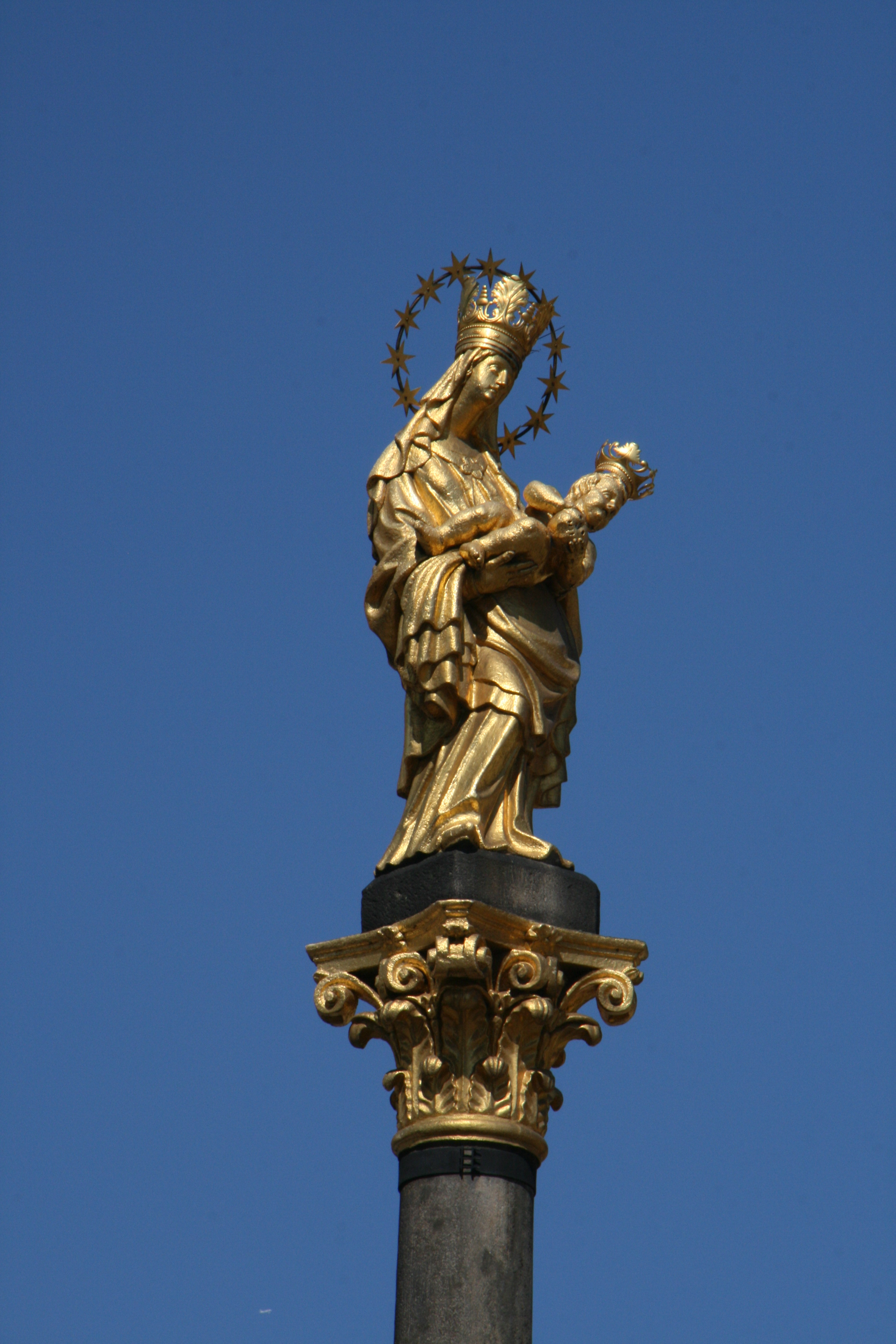
Tượng Đức Mẹ ở Plzeň (2010)
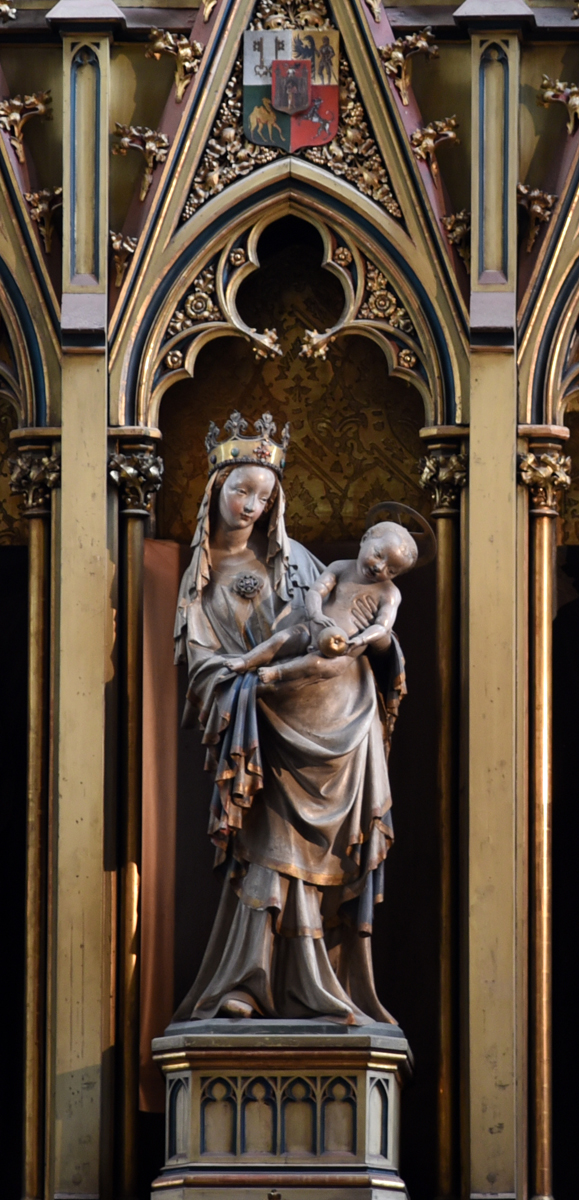
Tác phẩm gốc tại Nhà thờ Thánh Batôlômêô ở Plzeň
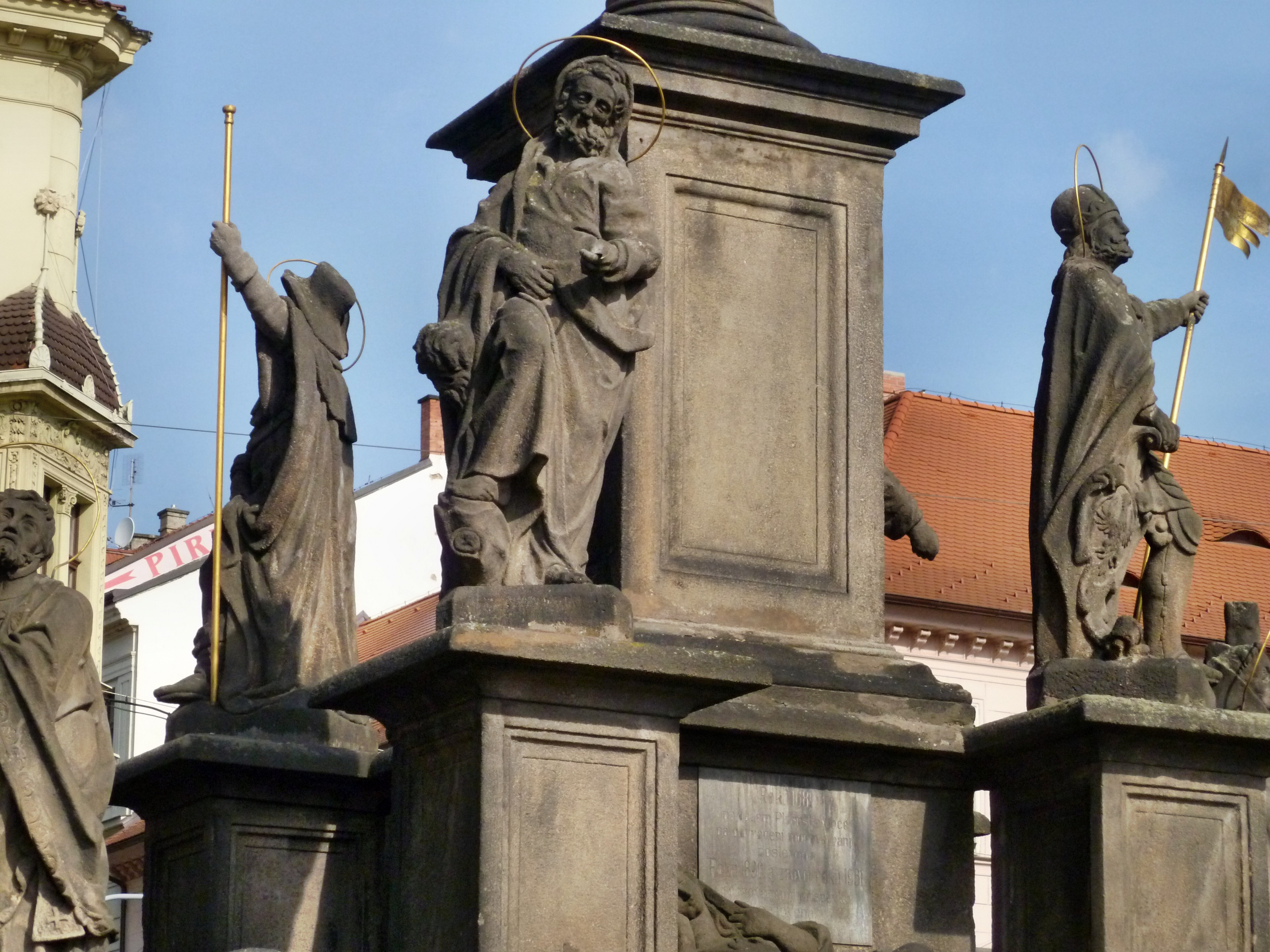